# Ellen Perez
Ellen Perez (født 10. oktober 1995 i Shellharbour, Australien) er en professionel tennisspiller fra Australien.